# Eggmühl–Langquaid-vasútvonal
A Eggmühl–Langquaid-vasútvonal (ismert még mint Lokalbahn Schierling–Langquaid vagy Laabertalbahn) egy 10,3 km hosszú, normál nyomtávolságú, egyvágányú, nem villamosított vasúti mellékvonal Eggmühl és Langquaid között.
1903-ban nyílt meg.